# نمی‌تونیم دوست باشیم (منتظر عشقت باش)
 «نمی‌تونیم دوست باشیم (منتظر عشقت باش)» (به انگلیسی: We Can't Be Friends (Wait for Your Love)) ترانه‌ای از خواننده و ترانه‌سرای آمریکایی آریانا گرانده می‌باشد که از سوی ریپابلیک رکوردز در ۸ مارس ۲۰۲۴ به‌عنوان دومین تک‌آهنگ در هفتمین آلبوم استودیویی وی درخشش ابدی (۲۰۲۴) منتشر گردید. نویسندگی و تهیه‌کنندی این آهنگ بر عهده گرانده، مکس مارتین و ایلیا سلمان‌زاده می‌باشد.